# I piccoli maestri
I piccoli maestri è un romanzo di Luigi Meneghello, pubblicato nel 1964.
Autobiografico come altre opere dell'autore, questo libro costituisce una delle più importanti testimonianze della lotta partigiana in Italia. L'opera è un racconto dell'esperienza di partigiano giellista dell'autore, il quale ricorda con lucidità e semplicità gli avvenimenti senza volontà celebrative o retoriche.
Nel 1997 ne è stato tratto il film omonimo per la regia di Daniele Luchetti e interpretato da Stefano Accorsi e Giorgio Pasotti.

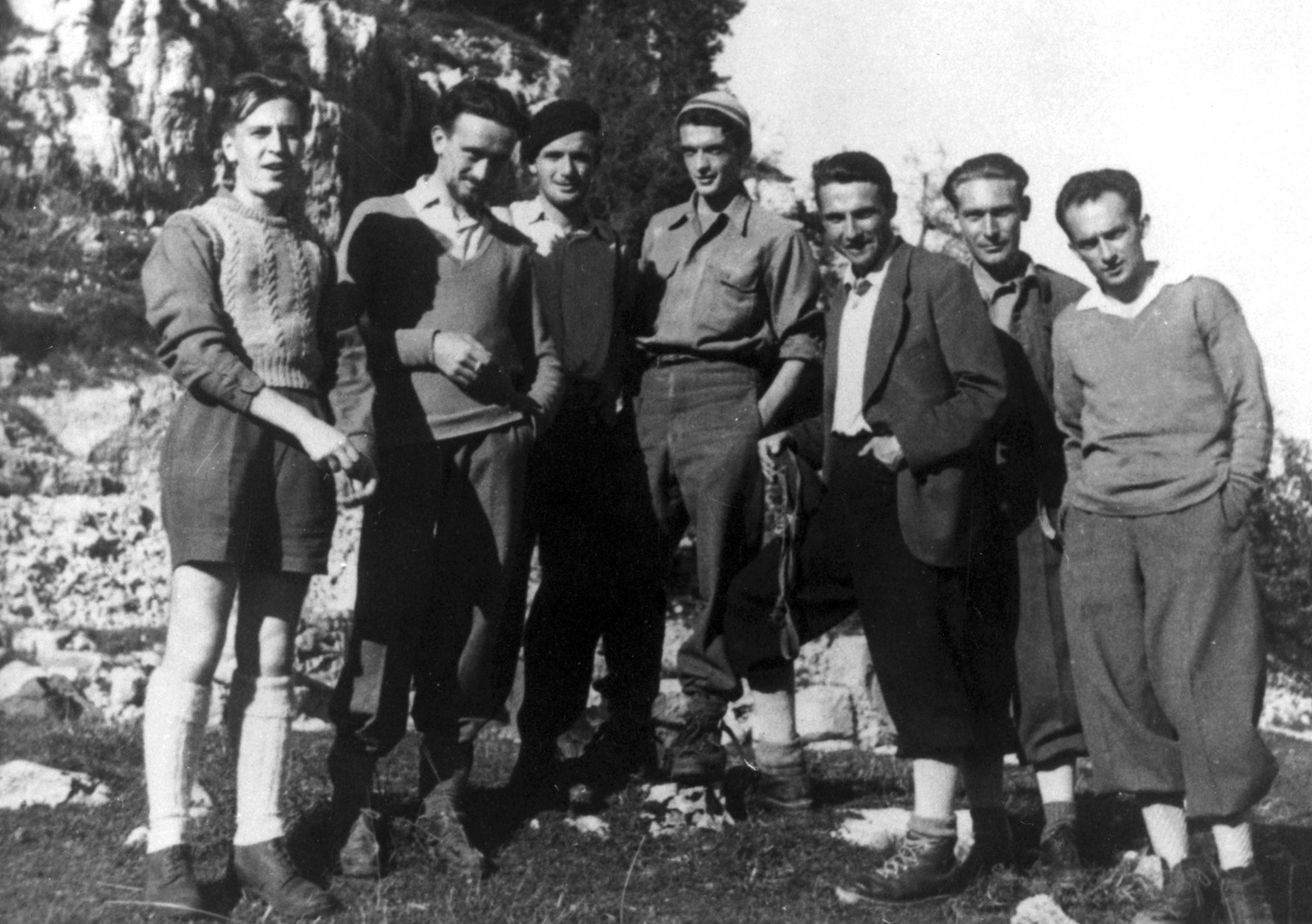
Il gruppo partigiano de I piccoli maestri ad Asiago nel 1944. Il quarto da sinistra è Luigi Meneghello.

## Storia editoriale
Il libro è una testimonianza diretta scritta dall'autore ad una ventina d'anni di distanza dallo svolgersi dei fatti. Meneghello, stabilitosi nel dopoguerra a Reading (Inghilterra), torna nella terra natìa e, aiutato dai compagni d'avventura, riesce a rievocare con massima puntualità fatti, episodi e dialoghi di quell'epoca. L'autore, infatti, intende aderire il più possibile alla realtà degli eventi vissuti, aiutato dai brani stesi durante gli anni successivi al conflitto e riutilizzati, spesso attraverso un'attenta revisione, ne I piccoli maestri. Ma il lasso temporale, la distanza tra i fatti narrati e l'epoca in cui redige il libro permettono a Meneghello di scrivere un romanzo anti-celebrativo ed anti-retorico, in aperto contrasto con la tradizione neorealistica che aveva dominato la letteratura partigiana nel dopoguerra in Italia.
Nel 1967 fu pubblicata la traduzione inglese a cura di Raleigh Trevelyan con il titolo The Outlaws. L'anno successivo il libro vinse il premio Florio per la miglior versione inglese di un testo italiano.

## Trama
Il giovane autore nel settembre del 1943 è un allievo ufficiale degli Alpini che, con l'Armistizio di Cassibile e lo sbandamento del suo reparto, cerca di giungere a casa. Gettate armi e divisa per evitare la cattura, una volta a casa deve ripartire per evitare la nuova leva obbligatoria voluta dalla nuova Repubblica Sociale Italiana: la fuga nei monti, la vita alla macchia tra i boschi dell'altopiano di Asiago lo avvicinano a gruppi armati di recentissima costituzione: i primi partigiani.
Meneghello racconta i contrasti tra partigiani, la figura del suo maestro, il Capitan Toni (Antonio Giuriolo), le difficoltà ed il senso di inutilità causato dalla scarsa operatività delle formazioni partigiane; al seguito di alcuni successi riesce a scendere con le altre formazioni verso la vallata e nei Colli Berici, ritrovandosi così vicino alla casa natale. Successivamente sarà anche incaricato di alcune missioni a Padova, la città dove era studente di filosofia, dove conoscerà anche l'amore.

## Opere letterarie correlate
- Il partigiano Johnny [1]